# ویکتور افونسو
ویکتور افونسو (انگلیسی: Víctor Afonso؛ زادهٔ ۲۷ اوت ۱۹۷۱) بازیکن فوتبال اهل اسپانیا است.
از باشگاه‌هایی که در آن بازی کرده‌است می‌توان به باشگاه فوتبال هرکولس اشاره کرد.